# Norra Botkyrka
Norra Botkyrka (Botkyrkastaden) är den nordliga delen av Botkyrka kommun. Bebyggelsen ingår i tätorten Stockholm och består av stadsdelarna Norsborg, Hallunda, Alby och Fittja. Området bebyggdes under sent 1960-tal och under första halvan av 1970-talet som Botkyrkastaden, inom ramen för det så kallade miljonprogrammet. Kollektivtrafikförsörjningen baseras huvudsakligen på Stockholms tunnelbana.
Postorten Norsborg omfattar Norra Botkyrka och har postnummer i serien 145 XX.